# Polystichtis idmon
Polystichtis idmon är en fjärilsart som beskrevs av Frederick DuCane Godman och Osbert Salvin 1889. Polystichtis idmon ingår i släktet Polystichtis och familjen Riodinidae. Inga underarter finns listade i Catalogue of Life.